# Crim3s
Crim3s, также известные как Story of Isaac (с англ. — «История Исаака») — английский музыкальный дуэт, исполняющий электронику в жанре витч-хаус. Дуэт состоит из композитора Ру Рот (Rou Rot) и вокалистки Сэди Пинн (Sadie Pinn), которые впервые познакомились во время совместного проживания на складе в северной части Лондона.
Их музыкальный дебют состоялся в декабре 2011 года с выпуска одноимённого мини-альбома «Crim3s» на лейбле Black Bus Records. В 2013 году дуэт самостоятельно издаёт их следующий мини-альбом — «Stay Ugly».

## История
Ру Рот и Сэди Пинн познакомились на «Обезьяньей ферме», складе в Северном Лондоне, где они в то время жили. Рот искал вокалиста для музыки, которую сочинял, и решил работать с Пинн уже после их первой попытки звукозаписи. Но их практически сразу выселили, и они остались бездомными на целый год: «Наш первый альбом был записан, когда мы были бездомными, каждый трек в разных условиях. Мы писали треки в гаражах, железнодорожных арках, офисных блоках, садовых сараях и комнате студента юридического факультета».
Дуэт прославился как организаторы и диджеи нелегальных сквот-рейвов в Лондоне и были описаны Electronic Beats как «истинные панки в самом прямом смысле этого слова, обладающие сильным духом DIY и отношением „наплевать“.». Композитор дуэта назвал свой образ жизни вдохновением для своего названия: «Быть преследуемым полицией и открывать здания для сквота — весёлый способ жить. Суровая реальность жизни — не только для нас, но и для людей, которых мы видим вокруг себя каждый день — вот о чём наша музыка и причина, по которой мы называемся CRIM3S».
Рот описал своё отношение к музыке следующим образом: «Музыка — это всё для меня, это то, ради чего я живу. Я чувствую мир в его звуках, но я ничего не смыслю в музыке и не умею играть ни на одном [музыкальном] инструменте. Когда в колледже мне подарили ноутбук, я наконец-то смог начать экспериментировать со звуком, после чего я бросил учёбу и переехал в Лондон, чтобы создать [музыкальную] группу.».

## Дискография
- Crim3s EP (2011)
- Stay Ugly EP (2013)
- Still Goin (2013)
- Militia (2016)

## Комментарии
1. ↑  От слова «crimes» (с англ. — «преступники»)